# ŽOK Luka Bar
Ženski odbojkaški klub Luka Bar mais conhecido como ŽOK Luka Bar é um clube de voleibol feminino montenegrino fundado no ano de 1992 em Bar (Montenegro).

## Histórico
O Luka Bar foi fundado em 1992, levando nome de seu fundador. Na fase inicial de sua atividade foi organizado como uma unidade organizacional especial dentro do Porto de Bar, desde o início se destacou entre os principais clubes do âmbito nacional, e único time que disputou a elite nacional nas fases históricas do país, quando Jugoslávia e Sérvia e Montenegro, e permaneceu na elite apos independência de Montenegro, sendo o primeiro campeão da primeira edição do campeonato nacional e da copa nacional após isso.O clube  é o organizador do tradicional torneio PORT CUP, agregando índices significativos para as atividades de turismo e esportes em Barm realizando cerca de 19 edições do torneio com a presença de vários clubes locais e internacionais.

## Títulos

### Nacionais
- Campeonato Jugoslavo: 0
- Campeonato Servo-Montenegrino: 0
- Copa da Jugoslávia:2

1997-98,2002-03
- Copa da Sérvia e Montenegro:0

- Campeonato Montenegrino: 10

2006-07, 2007-08, 2008-09, 2012-2013, 2013-14, 2014-15, 2015-16, 2016-17, 2017-18, 2018-19
- Copa do Montenegro: 7

2006-07, 2010-11, 2011-12, 2012-2013, 2013-14, 2014-15, 2016-17
- Supercopa do Montenegro:  0

### Internacionais
- CEV Champions League: 0
- Copa CEV: 0
- Challenge Cup: 0